# アスタルテ (小惑星)
アスタルテ (672 Astarte) は小惑星帯（メインベルト）にある小惑星の一つ。アウグスト・コプフによってハイデルベルクで発見され、フェニキア神話の女神アスタルトにちなんで名づけられた。